# David Kannemeyer
David Kannemeyer (né le 8 juillet 1977 au Cap en Afrique du Sud) est un joueur de football international sud-africain, qui évoluait au poste de défenseur.

## Biographie

### Carrière en club
David Kannemeyer commence sa carrière en 1995 avec le club de sa ville natale de l'Ajax Cape Town, avec qui il reste durant six saisons.
En 2001, il rejoint ensuite le club des Kaizer Chiefs avec qui il évolue durant trois ans, avant de signer ensuite au Mamelodi Sundowns.
En 2008, Kannemeyer s'engage avec le Supersport United, et ce jusqu'en 2011, avant qu'il ne finisse sa carrière avec les Mpumalanga Black Aces.

### Carrière en sélection
Avec la sélection sud-africaine, il a en tout joué 15 matchs entre 2000 et 2006, et fut convoqué pour participer aux éditions 2002 et 2004 de la Coupe d'Afrique des nations (en plus d'avoir participé aux JO 2000 à Sydney).